# Northampton Town F.C.
Northampton Town Football Club  (pronunție în engleză [nɔrθæmptən_taʊn]) este un club de fotbal profesionist din Northampton, Northamptonshire, Anglia. Clubul participă în Football League One. El deține recordul de cel mai scurt timp necesar pentru a promova din divizia inferioară în cea superioară și apoi să retrogradeze înapoi, în decurs de doar 9 ani.

## Sponsori și producători de echipament
| Year    | Kit Manufacturer | Main Shirt Sponsor        |
| ------- | ---------------- | ------------------------- |
| 1975–82 | Bukta            | none                      |
| 1982–83 | Adidas           | none                      |
| 1983–85 | Umbro            | none                      |
| 1985–86 | Umbro            | Chronicle & Echo          |
| 1986–88 | Spall            | TNT                       |
| 1988–89 | MG               | Costain Homes             |
| 1989–91 | Scoreline        | Costain Homes             |
| 1991–92 | Beaver Sports    | Van Aid                   |
| 1992–93 | Ribero           | Carpet Supacentre         |
| 1993–94 | Swift            | Carpet Supacentre         |
| 1994–95 | Swift            | Chronicle & Echo          |
| 1995–97 | Lotto            | Lotto                     |
| 1997–98 | Pro Star         | EBS Mobile Phones         |
| 1998-00 | Pro Star         | Nationwide                |
| 2000–03 | Sport House      | Nationwide                |
| 2003–05 | Xara             | Nationwide                |
| 2005–06 | Salming          | Nationwide                |
| 2006–07 | Vandanel         | Nationwide                |
| 2007–09 | Vandanel         | Jackson Grundy            |
| 2009–13 | Errea            | Jackson Grundy            |
| 2013–   | Errea            | University of Northampton |

## Istoricul antrenorilor
| - 1897–1907: Arthur Jones - 1907–1912: Herbert Chapman - 1912–1913: Walter Bull - 1913–1919: Fred Lessons - 1920–1925: Bob Hewison - 1925–1930: Jack Tresadern - 1931–1935: Jack English - 1935–1937: Syd Puddefoot - 1937–1939: Warney Cresswell - 1939–1949: Tom Smith - 1949–1954: Bob Dennison - 1954–1959: Dave Smith - 1959–1967: Dave Bowen - 1967–1968: Tony Marchi | - 1968–1969: Ron Flowers - 1969–1972: Dave Bowen - 1972–1973: Billy Baxter - 1973–1976: Bill Dodgin Jnr - 1976–1977: Pat Crerand - 1977: Bill Dodgin Jnr - 1977–1978: John Petts - 1978–1979: Mike Keen - 1979–1980: Clive Walker - 1980–1982: Bill Dodgin Jnr - 1982–1984: Clive Walker - 1984–1985: Tony Barton - 1985–1990: Graham Carr - 1990–1992: Theo Foley | - 1992–1993: Phil Chard - 1993–1995: John Barnwell - 1995–1999: Ian Atkins - 1999–2001: Kevin Wilson - 2001–2003: Kevan Broadhurst - 2003: Terry Fenwick - 2003: Martin Wilkinson - 2003–2006: Colin Calderwood - 2006: John Gorman - 2007–2009: Stuart Gray - 2009–2011: Ian Sampson - 2011: Gary Johnson - 2011–: Aidy Boothroyd |

## Palmares
- Second Division
  - Campioană: 1964–65

- Third Division
  - Campioană: 1962–63

- Third Division South
  - Vice-campioană: 1927–28, 1949–50

- Fourth Division
  - Campioană: 1986–87
  - Vice-campioană: 1975–76
  - Promoted: 1960–61, 1999–2000
  - Play-Off Winners: 1996–97

- League Two
  - Vice-campioană: 2005–06

- Southern Football League
  - Campioană: 1908–09
  - Vice-campioană: 1910–11

- FA Charity Shield
  - Finalistă: 1909